# Jacme Alaric
| « | E nós que érem en ualencia uench-nos Jacme Alarich ab los tartres e altre missatge de Grècia que y havia, e dixeren-nos de part del gran cha, qui era Rei dels tartres, que ell hauia cor e volentat d'ajudar-nos, e que venguéssem a alayas o en altre loc e que ell eixiria a nós, e per sa terra trobaríem ço que mester auríem e així poríem ab ells ensems conquerir lo Sepulcre. E deïa que ell nos bastaria de “genys”, e ens bastaria de conduit. E dix-nos l'altre missatge de Palialogo, emperador dels grechs, que ell nos enviaria per mar conduit | » |

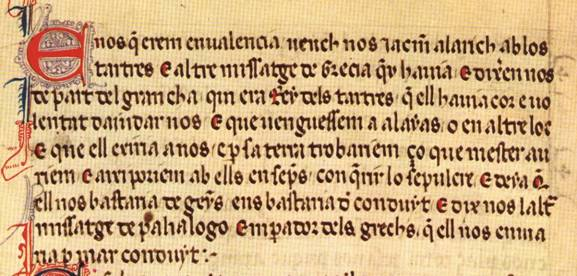
Extracte del "Llibre dels fets" de Jaume I, on parla d'una ambaixada enviada al Gran Kha mitjançant Jacme Alaric, de tornada a la seva cort amb dos ambaixadors mongols:E nós que érem en ualencia uench-nos Jacme Alarich ab los tartres e altre missatge de Grècia que y havia, e dixeren-nos de part del gran cha, qui era Rei dels tartres, que ell hauia cor e volentat d'ajudar-nos, e que venguéssem a alayas o en altre loc e que ell eixiria a nós, e per sa terra trobaríem ço que mester auríem e així poríem ab ells ensems conquerir lo Sepulcre. E deïa que ell nos bastaria de “genys”, e ens bastaria de conduit. E dix-nos l'altre missatge de Palialogo, emperador dels grechs, que ell nos enviaria per mar conduit

Jacme Alaric de Perpinyà, també conegut com a Jaume Alarich, Jaume d'Alarich o Jaume Alarig (segle xiii), va ser un ambaixador enviat pel papa Climent IV i Jaume el Conqueridor al gran kan mongol Abaqa Khan el 1267.
L'emperador romà d'Orient Miquel VIII Paleòleg havia enviat la seva filla il·legítima Maria Paleòloga per casar-se amb Hulagu Khan, el predecessor d'Abāqā, Il-kan a Pèrsia. Hulagu va morir abans que hagués completat el viatge, i va ser així que es va casar amb Abaqa. Ella va esdevenir una figura religiosa popular entre els mongols, que havien tingut anteriorment a Doquz Khatun, l'esposa d'Hulagu, com una líder religiosa. Després de la mort de Doquz, aquest sentiment es va dirigir cap a Maria, que va ser anomenada "Despina Khatun".
Climent i Jacme es van concentrar per aquest motiu, cap a la possibilitat que els mongols poguessin unir-se als europeus en una aliança Franco-Mongol contra els musulmans. Van enviar una carta el 1267 des de Viterbo, portada per Jacme Alaric de Perpinyà. Com a resposta positiva als missatges anteriors dels mongols, i van informar a Abaqa de la propera croada (la Vuitena Croada).
| «                                            | Els reis de França i de Navarra, prenent seriosament la situació a Terra Santa i protegits amb la Santa Creu, s'estan preparant per atacar els enemics de la Creu. Vos ens escriguereu que volieu sumar-vos al vostre sogre (l'emperador grec Michael Palaiologos VIII) per ajudar els llatins. Us ho agraïm abundantment, però no us podem dir res encara, abans d'haver demanat als governants, quin camí pensen seguir. Els transmetrem el vostre consell, a fi d'il·lustrar les seves deliberacions, i informarem la vostra Magnificència, mitjançant un missatge segur, del que s'hagi acordat. | » |
| — Carta de 1267 del papa Climent IV a Abagha | |   |

De totes maneres, Abaqa estava ocupat amb les guerres a altres seccions de l'Imperi Mongol, i només va fer vagues promeses d'assistència.
Jacme Alaric va tornar a Europa el 1269, acompanyat d'una ambaixada mongol.